# Pulvinaria juglandii
Pulvinaria juglandii är en insektsart som beskrevs av Hadzibejli 1971. Pulvinaria juglandii ingår i släktet Pulvinaria och familjen skålsköldlöss. Inga underarter finns listade i Catalogue of Life.